# 국민주권
국민주권(國民主權, 영어: popular sovereignty, national sovereignty)은 국가의 정치 형태와 구조를 최종적으로 결정하는 권력이 국민에게 있다는 원리이며 주권의 소재는 국민에게 있다는 원리이다. 국민주권의 개념은 토마스 홉스와 존 로크, 장자크 루소와 같은 철학자가 주장한 사회계약설과 밀접하게 연관되어 있다. 넓은 의미로는 군주주권에 대응하여 프랑스 혁명 이후 형성된 민주주의 일반을 하는 것으로 사용하기도 하고, 좁은 의미로는 인민주권과 대비하여 개별적 국민이 아닌 추상적 국민에게 주권이 있다는 원리로도 사용하기도 한다.

## 역사
3세기 로마의 도미티우스 울피아누스는 "황제가 선포한 것은 무엇이든 법의 효력이 있다. 사람들은 그들 자신의 권위와 권력을 황제에게 주었다."고 말했다. 6세기 학설휘찬에 인용되었다.
1320년에 영국으로부터의 스코틀랜드의 독립을 선언한 아브로스 선언에서 스코틀랜드 왕인 로버트 1세는 영국이 스코틀랜드를 지배하려는 시도에 저항하기 위해서 자신이 독재의 지위를 유지하고, 만약 스코틀랜드의 독립을 지키지 못하는 경우 다른 왕을 선출할 수 있다는 것을 명시했다. 국민이 아닌 귀족이 왕을 선출하기는 했지만, 당시에 왕권신수설이 널리 퍼져있었기 때문에 국민주권을 제안한 것으로 받아들여지고 있다.
국민 주권은 17세기 중반부터 18세기 중반에 있었던 토마스 홉스(1588-1679), 존 로크(1632-1703)와 '사회계약론'의 저자인 장자크 루소로 대표되는 사회계약학파에서 나온 개념이다. 사회계약설의 주된 내용은 지배의 정당성이나 법의 정당성은 피지배층의 합의로부터 나온다는 것이다. 따라서 국민주권은 모든 민주주의의 기본이 된다. 홉스와 루소는 이 학파의 가장 큰 영향력을 지닌 사상가로, 모든 개인이 서로 사회 계약을 맺음으로써 지배자가 피지배자를 위기로부터 보호하는 대가로 일정부분의 권리를 자발적으로 포기했다고 주장했다.
18세기 미국 벤저민 프랭클린은 이 개념을 설명하며 "자유 정부에서 집권자는 종이며 인민이 집권자의 주가 되고 권력을 가진다"고 말했다.
공화주의 및 인민 독재는 이론적으로 모두 국민주권에 기반하고 있다. 하지만 하나의 당이나 심지어 독재자도 국민의 뜻을 대표하고 국민의 이름으로 지배한다고 주장할 수 있기 때문에, 법적인 국민주권은 실질적인 민주주의를 의미하는 것은 아니다.

## 국가별 국민주권

### 대한민국의 국민주권
대한민국의 국민주권원리는 한 국가내의 개별 구성원들의 주관적 이익 또는 사적 자치 영역이 아닌 국가 공동체의 객관적 이익과 가치에 대한 최종 결정권이 추상적이고 객관적인 지위를 가지는 국민에게 있다는 것을 의미한다. 그러나 이러한 국민주권의 실현은 주권의 주체인 국민의 자유와 권리가 실질적으로 보장되지 아니한다면 불가능한 것이다. 따라서 국민주권 실현의 필요조건은 국민의 자유와 권리의 실질적 보장이다. 특히 국민주권의 현실적인 행사를 위한 정치적 기본권의 보장과 이러한 정치적 기본권의 실질적 구현을 위한 표현의 자유는 매우 중요한 의미를 가진다.
국민주권의 행사는 이론적으로는 국민 스스로가 직접 하는 것이 맞다. 그러나 현실적으로 이러한 것이 매우 어려우므로 그 대안으로써 국민이 자신들의 대표자를 통하여 주권을 행사하는 것이 보통이다. 따라서 국민주권은 모든 권력의 원천이 국민에게 기초하고 있는 민주주의 원리와 매우 밀접한 관련을 맺는다. 민주주의는 곧 국민주권을 실현하는 원리이며, 국가는 현실적으로는 민주주의원리에 의하여 성립되고 유지되며 작동될 수 있다.

### 미국의 국민주권
크리스찬 프리츠가 미국 초기 헌법사를 다룬 미국 주권: 남북전쟁 이전의 인민과 미국의 헌법 전통에 따르면 국민주권의 개념을 적용하는 과정은 미국사에서 중대한 의미를 지니고 있다고 한다. 정치학자 도널드 럿츠는 남북전쟁을 발발시킨 노예제와 관련된 영토 분쟁에서 미국인들이 국민주권의 개념을 어떻게 적용했는지를 설명하며, 국민주권이 얼마나 다양하게 사용되었는지를 보여주고 있다.
국민주권은 국민에게 최고의 권력을 부여한다는 것이다. 이 주권이 표현되는 방법은 여러 가지가 있다. 국민들이 직접 법을 만들 수도 있고, 국민이 선출하거나 소환할 수 있는 대표인을 통해 대리하는 방법도 있다. 국민들이 법안에 대해 거부권을 행사하는 것과 같이 절대적인 방식도 있고, 이보다는 덜 극적인 방법을 택할 수도 있다. 즉, 국민주권은 국가 형태의 다양한 가능성을 두루 포함하고 있다. 하지만 국민주권은 어떤 형태의 국민의 합의가 있을 것을 가정하고 있고, 이런 이유로 해서 공화 정부에 대한 모든 정의는 합의에 대한 이론을 포함하고 있다.— 

미국 독립 혁명은 미국에서의 국민주권이 유럽에서 다루어지던 것과 다른 방식으로 다루어지게 된 순간이었다. 독립 혁명을 통해 미국인들은 조지 3세에게 있던 주권을 인민들로 이뤄진 집단적 주권으로 대체했다. 따라서 미국 독립 혁명을 이끈 사람들은 정도의 차이는 있을 지언정 정부가 국민주권에 의해 이뤄져야 적법한 정부라는 점에는 동의하고 있었다. 정부는 국민들의 합의가 있어야 한다는 이런 생각은 독립 혁명에 참여했던 사람들이 생각해냈던 것은 아니다. 이런 생각은 17세기와 18세기 영국에서 비롯된 생각이었다.
남북 전쟁이 시작되기 수 십년 전부터 국민주권 개념은 미국의 준주들이 노예제를 실시할 것인지의 여부를 판단하기 위해 그 주의 주민들이 직접 판단해야 한다는 개념으로 사용되었다. 이런 개념은 루이스 카스나 스티븐 더글라스와 같은 정치인이 생각해냈다.

## 국민주권과 인민주권
프랑스 혁명 이후 주권의 소재가 군주에 있지 않다는 점은 모두 동의하였지만 문제는 이 주권이 추상적인 국민이라는 한 덩어리에 속해있는지, 각각의 사람(인민)에게 속해있는지에 대해서는 의견이 엇갈렸다.
국민주권론(영어: national sovereignty, 여기서 말하는 국민주권은 군주주권에 반대되는 개념인 국민주권을 더 세분화했을 때 인민주권과 대립되는 개념을 뜻한다.)은 국민이라는 추상적인 하나의 덩어리에게 주권이 속한다고 주장한다. 따라서 국민이 선거에서 선출한 대표자들에 의해서 대의제의 형태로 국가의 구체적 제도와 공권력의 행사가 이루어진다고 주장해 부르주아 층에게 지지를 얻었다.
이에 반해 인민주권론(영어: popular sovereignty )은 루소에 의해 제창된 것으로서 각각의 사람(인민)에게 주권이 귀속하므로 직접민주제가 민주주의의 기본 형태가 되며 능력과 재산에 상관없이 정치적 주체로서 참여할 수 있다고 제창하였다.
국민주권론과 인민주권론의 대립은 프랑스 혁명 이후 끊임없이 계속되었는데, 오늘날 대부분의 입헌국가들은 국민주권과 인민주권을 혼합한 절충의 형태에서 정치 제도를 구축하고 있다.

## 군주주권과 국민주권
현대 국가들이 대부분 국민주권을 채택하지만, 그렇다고 군주주권이 사라졌다는 의미는 아니다. 원래 주권(sovereignty)이란 단어의 뜻은, 최고권력자 1인의 최고통치권, 군주주권을 의미하는 것이었고, 국민주권이 각국에서 많이 채택된 현재도, 여전히 그런 의미로 여전히 사용되고 있다.
최고권력자는 주권자의 면책특권 또는 왕의 면책특권이라는 주권면제라는 특권을 갖는다. 국민주권이라고 하여 전국민이 주권면제라는 면책특권을 누리는 것이 아니다. 오로지 최고권력자 1인만이 주권면제 특권을 향유한다.
또한 대권, 통치행위는 여전히 국민들은 일체 행사할 수 없다. 오로지 최고권력자 1인만이 행사하며, 일체 사법심사를 받지 않아 항상 무죄이다. 대권 중에서 유명한 군통수권은, 최고사령관인 국가원수 1인만이 독점하여 행사하는 것이지, 국민주권이라고 하여 국민들이 장교를 임명하고 장교에게 군사작전을 지시하는 것이 아니다. 장교 임명권과 장교에 대한 작전통제권을 오로지 국가원수 1인만이 독점하는 것은, 어느나라나 동일하다.
국민주권의 정의는, 따라서 오해를 하면 안된다. 여전히 군주주권 때나 지금 국민주권 때나 군통수권은 국가원수 혼자만이 독점한다. 어느나라나 모두 동일하다.

## 같이 보기
- 자결권
- 자치
- 정당성 (정치)